# 4N،4N-ثنائي ميثيل سيتيدين
الـ4N،4N-ثنائي ميثيل سيتيدين (بالإنجليزية: N4,N4-Dimethylcytidin)‏ واختصارا (م24س) هو نوكليوسيد قاعدته 2N،2N-ميثيل سايتوسين وهي مشتق ممثيل للسايتوسين مرتبطة بسكر الريبوز. يتواجد طبيعيا في بعض جزيئات الرنا الناقل والريبوسومي.
النوكليوسيدات ثنائية الميثيل الأخرى هي: 2N،2N-ثنائي ميثيل غوانوسين و4N،4N-ثنائي مثيثيل أدينوسين.

## وصلات خارجية
- ملخص تعديل 4N،4N-ثنائي ميثيل سيتيدين فـي قاعدة بيانات مودوميكس.